# Limnió
Le limnió (en grec moderne : Λημνιό), est un cépage noir grec originaire de l'île de Lemnos, en Égée-Septentrionale. Le raisin a une longue histoire de production de vin qui pourrait remonter à la Grèce antique, les historiens du vin croyant largement que c'est le cépage Lemnia qui a été décrit par Aristote comme produisant le célèbre vin rouge de Lemnos, appelé localement Kalambaki. Selon l'expert en vin Oz Clarke (en), le limnió est « l'un des cépages rouges les plus importants de Grèce ». 

## Histoire
Selon l'experte en vin Jancis Robinson, le limnió est presque certainement le raisin Lemnia décrit par Aristote comme une spécialité de l'île de Lemnos - une évaluation partagée par d'autres experts en vin et historiens,,. Un raisin Limnia a également été mentionné dans les écrits de la Grèce antique par Hésiode et Polydeukès.

## Régions viticoles

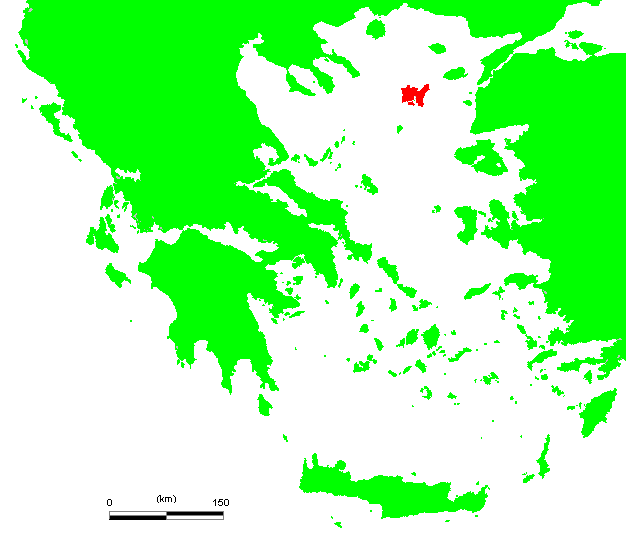
Représentation de l'île de Lemnos (en rouge) par rapport à la Grèce.

De nos jours, le limnió est toujours produit à Lemnos, bien qu'il ne soit pas utilisé dans le vin d'appellation produit sur l'île. Techniquement, le seul vin d'appellation produit à Lemnos est le Muscat d'Alexandrie. Selon les informations de l'Union des coopératives agricoles de Lemnos (E.A.S.), la production totale de Muscat d'Alexandrie (vin blanc), livrée par les producteurs à l'Union, est de 2 449 tonnes de raisins, tandis que celle de limnió (Kalambaki) est de 86 tonnes, avec des plantations notables autour du mont Athos. C'est un cépage principal de l'appellation d'origine (A.O.) Playies Melitona ainsi que le Drama TI (région viticole grecque semblable à un vin de pays) en Macédoine.

## Viticulture et vinification
Les vignes du limnió sont connues pour leur rusticité et leur capacité à survivre à de fortes sécheresses. Les raisins ont la capacité de produire un poids de moût élevé qui se traduit par des degrés d'alcool notables. Ils ont généralement une maturité tardive avec des phénols qui produiront des tons herbacés renforcés si les raisins ne sont pas récoltés tôt. Aujourd'hui, il est souvent mélangé au cabernet sauvignon dans les vins de style Meritage. D'autres cépages peuvent être assemblés avec le limnió, notamment le cabernet franc, le cinsault, le grenache, le petite syrah, le merlot, l'agiorgitiko et le xynomavro (en),.

## Styles de vins et accords
Le limnió produit des vins corsés avec des tanins, des niveaux d'acidité modérés et un arôme minéral distinctif. Lorsqu'il est assemblé, le limnió  ajoute de la couleur, du corps, de l'acidité et un arôme d'herbes qu'Oz Clarke décrit comme rappelant les feuilles de laurier. Les vins élaborés à partir du limnió sont souvent associés aux fromages vieillis, à la viande de gibier et aux plats rôtis.

## Synonymes
Le limnió est aussi connu sous les noms suivants : 
- Dourou Kara
- Kalabaki
- Kalambaki
- Kalampaki
- Lembiotiko
- Lemnia
- Lemnio
- Lemniotico
- Lemniotiko
- Limnia
- Limniona
- Limniotico
- Limniotiko
- Mavro Limnio
- Ntourou Kara
- Ntoyrou Kara